# Vespa 400

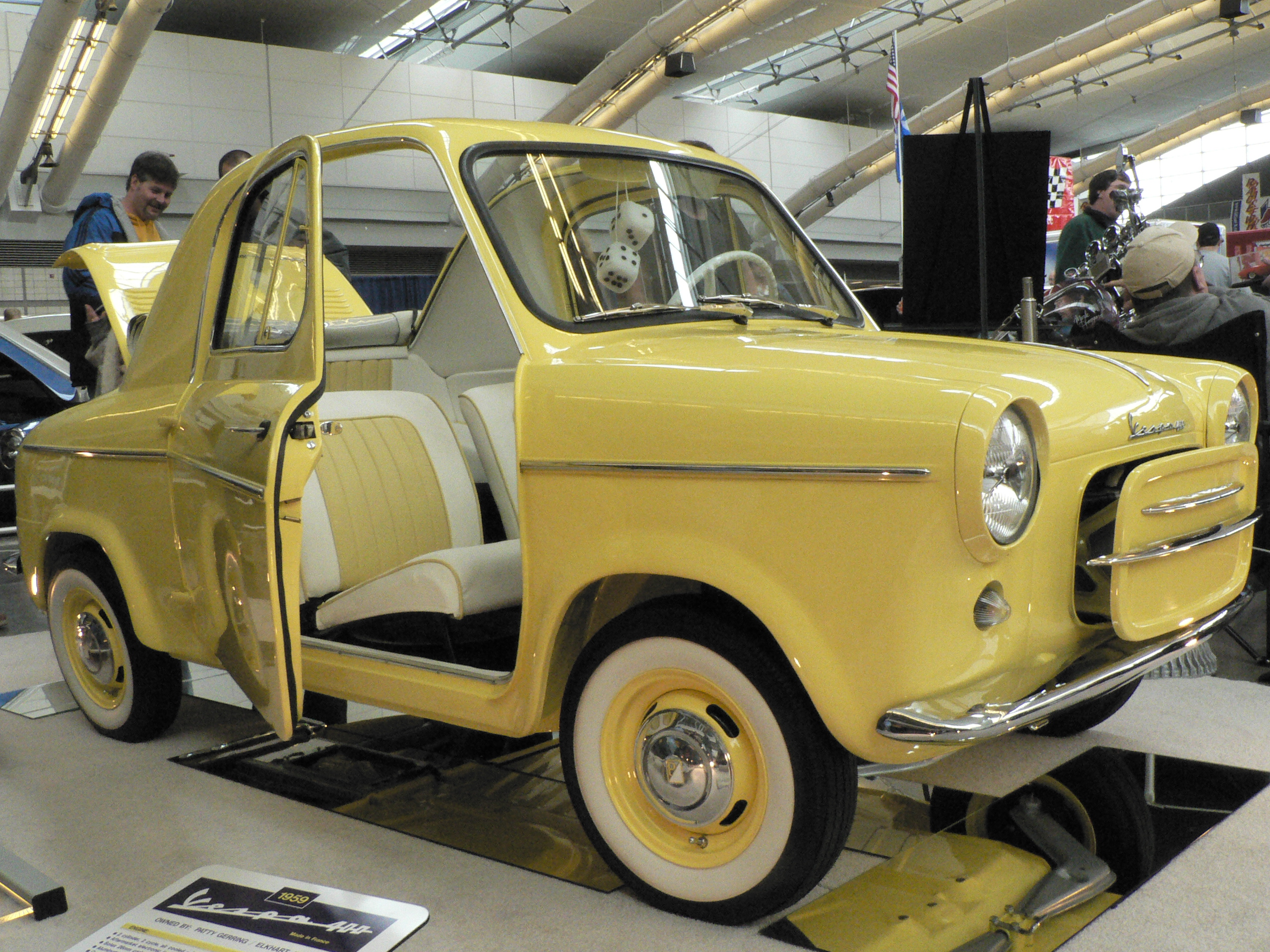
Akumulátor vpředu za posuvnou maskou, náhradní kolo pod sedadlem

Vespa 400 je městský minivůz vyvinutý italským výrobcem Piaggio. Výroba probíhala v letech 1957–1961 ve francouzské pobočce ACMA ve Fourchambaul poblíž Dijonu ve Francii. V průběhu let nabízel mírná zlepšení, ale prodej se neustále snižoval, až bylo rozhodnuto o zastavení výroby. Celkem jich bylo vyrobeno 30 976. Prodávaly se víceméně ve Francii. Byl to jediný osobní automobil Piaggio.

## Původ
Obrovský úspěch skútru Vespa nebo malého užitkového vozu Piaggio Ape dovolil Enrico Piaggimu udržet chod svých továren. Se vzrůstající konkurencí, postupujícímu nasycení trhu a vznikem kabinových skútrů v Německu byla naplánována výroba minivozu Vespa 400. Koncepčně i stylisticky se nápadně podobal typu Siata Mitzi vyráběném v letech 1953–1956 s 10–12 k čtyřdobým vzduchem chlazeným řadovým dvouválcovým SV motorem koncernu Fiat o objemu 398 - 434 cm³ uloženým vzadu. Karosárna SIATA známá především sportovními vozy na základech Fiatů ukončila výrobu Mitzi s uvedením Fiatu 500.
Enrico Piaggio se minivůz Vespa 400 dosti podobný minivozu Autobianchi Bianchina, který byl coby dceřiný vůz na Fiatu 500 konstrukčně založen, rozhodl nabízet na francouzském a belgickém trhu. Na koncernu Fiat sám příliš závisel a Francie ani Benelux neměly žádného vlastního silného výrobce minivozů.

## Výroba

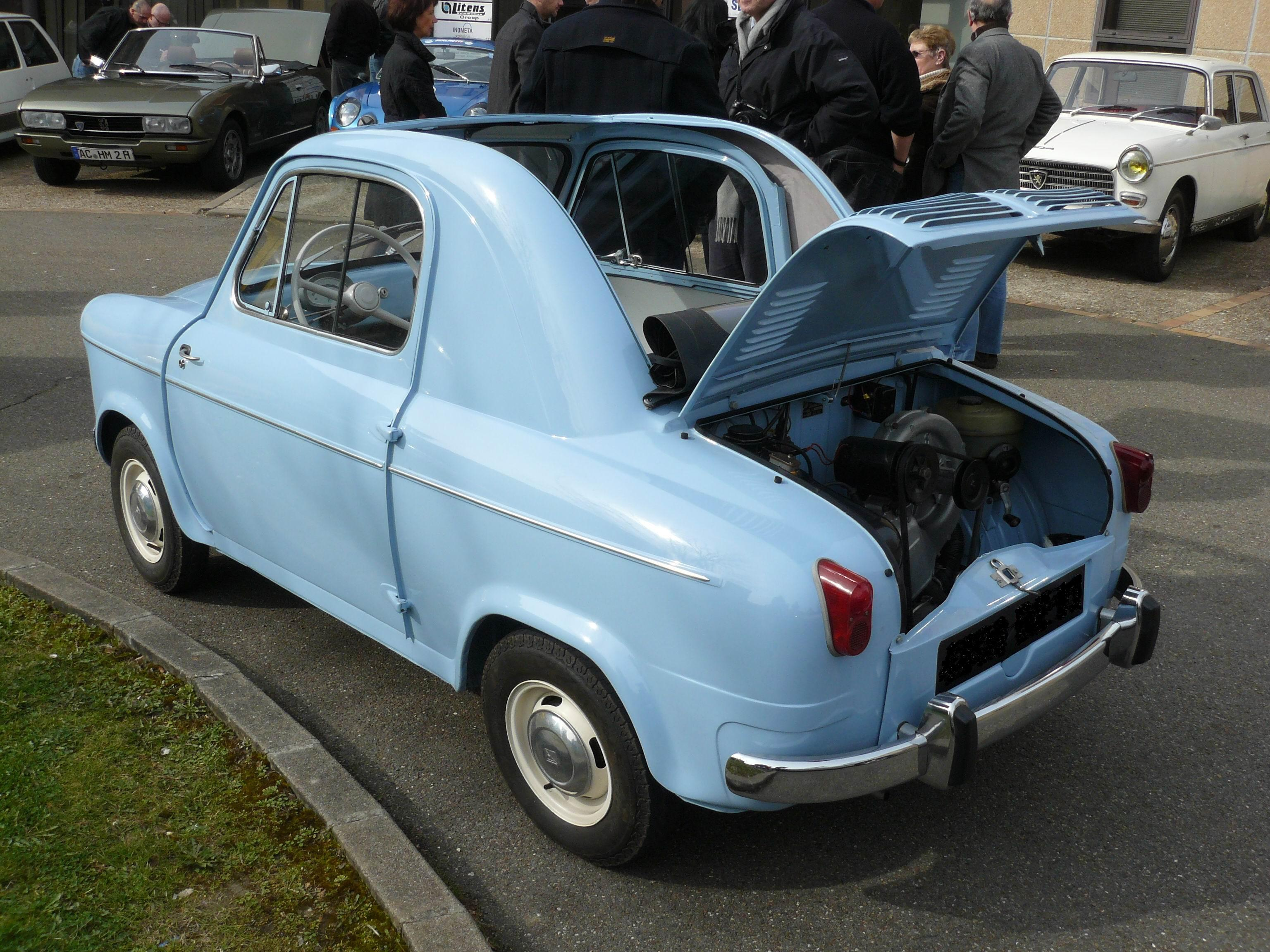
Vespa 400 s odkrytým motorem

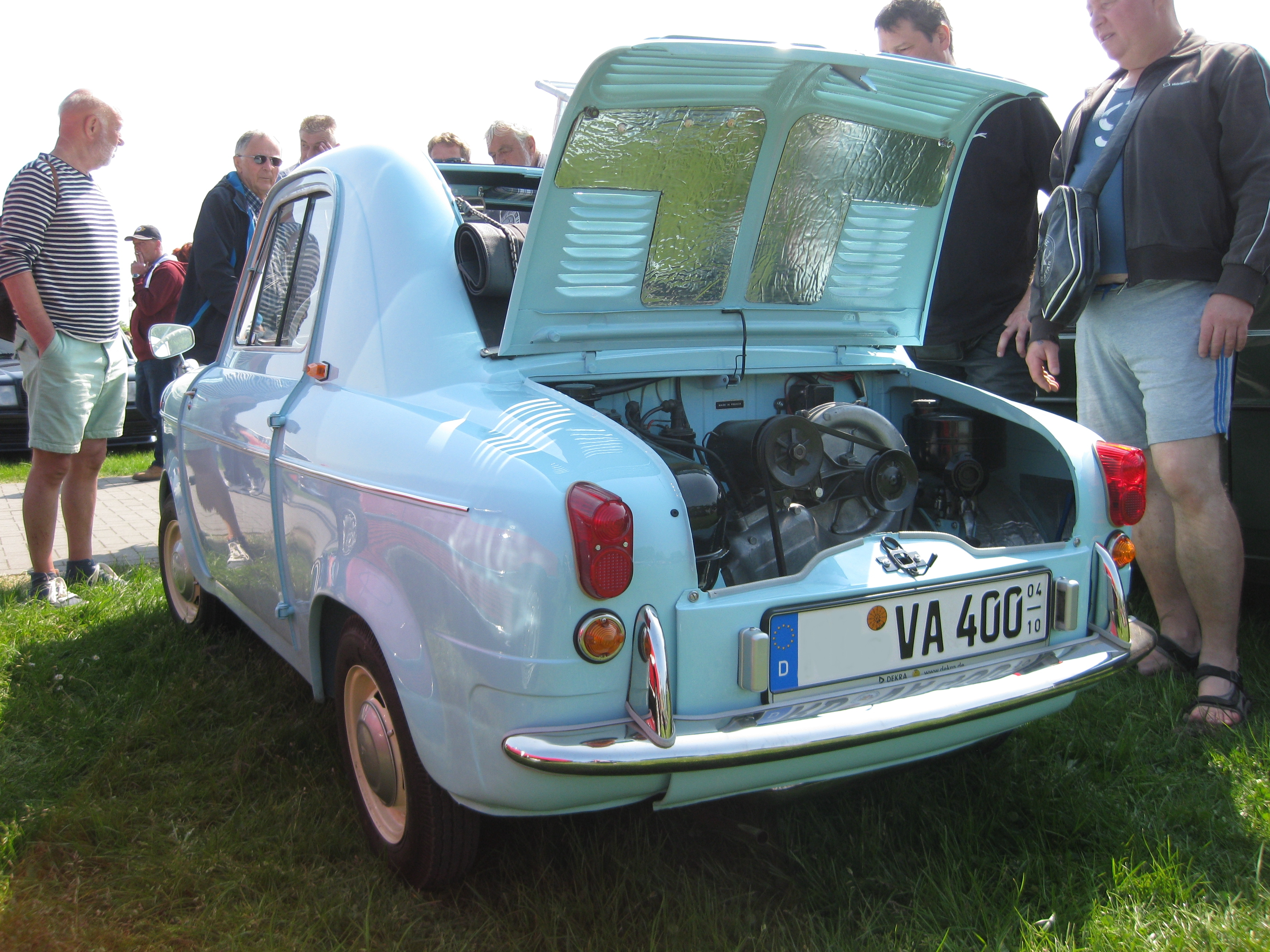
Motorový prostor

Minivůz Vespa 400 vyráběla licenčně dceřiná společnost "Ateliers de Construction de Motocycles et d'Automobile" (česky Dílny pro stavbu motocyklů a automobilů) – zkráceně ACMA, zhotovující od roku 1953 ve Francii skútry Vespa. Vyhnul se tehdejším značným clům.
Oznámení o chystané výrobě na Pařížském autosalonu 1956 vzbudilo zájem veřejnosti. Slavnostní představení tisku se konalo 26. září 1957 v přístavu Monte Carla za účasti tří nejlepších závodních jezdců Grand Prix: Louise Chirona, Juana Manuela Fangia a Jeana Behra. Představení zvaným hostům současně proběhlo v luxusní restauraci Pré Catelan v Bouloňském lesíku nedaleko Paříže a široké veřejnosti se vůz ukázal na Pařížském autosalonu 1957.
Na svou třídu šlo o elegantní pohodlný tříprostorový model se samonosnou karoserií pontonového tvaru. Poháněn byl 13 k dvouválcovým dvoutaktem objemu 393 cm³ uloženým vzadu, s nímž byl velmi živý. Minimální rozměry, hydraulické brzdy, snadná ovladatelnost, sériově dodávané topení a plátěné až dozadu stahovací zakrytí střechy z něj dělaly model vyhledávaný zejména lepšími dámami z měst, které se chtěly samy přesouvat.

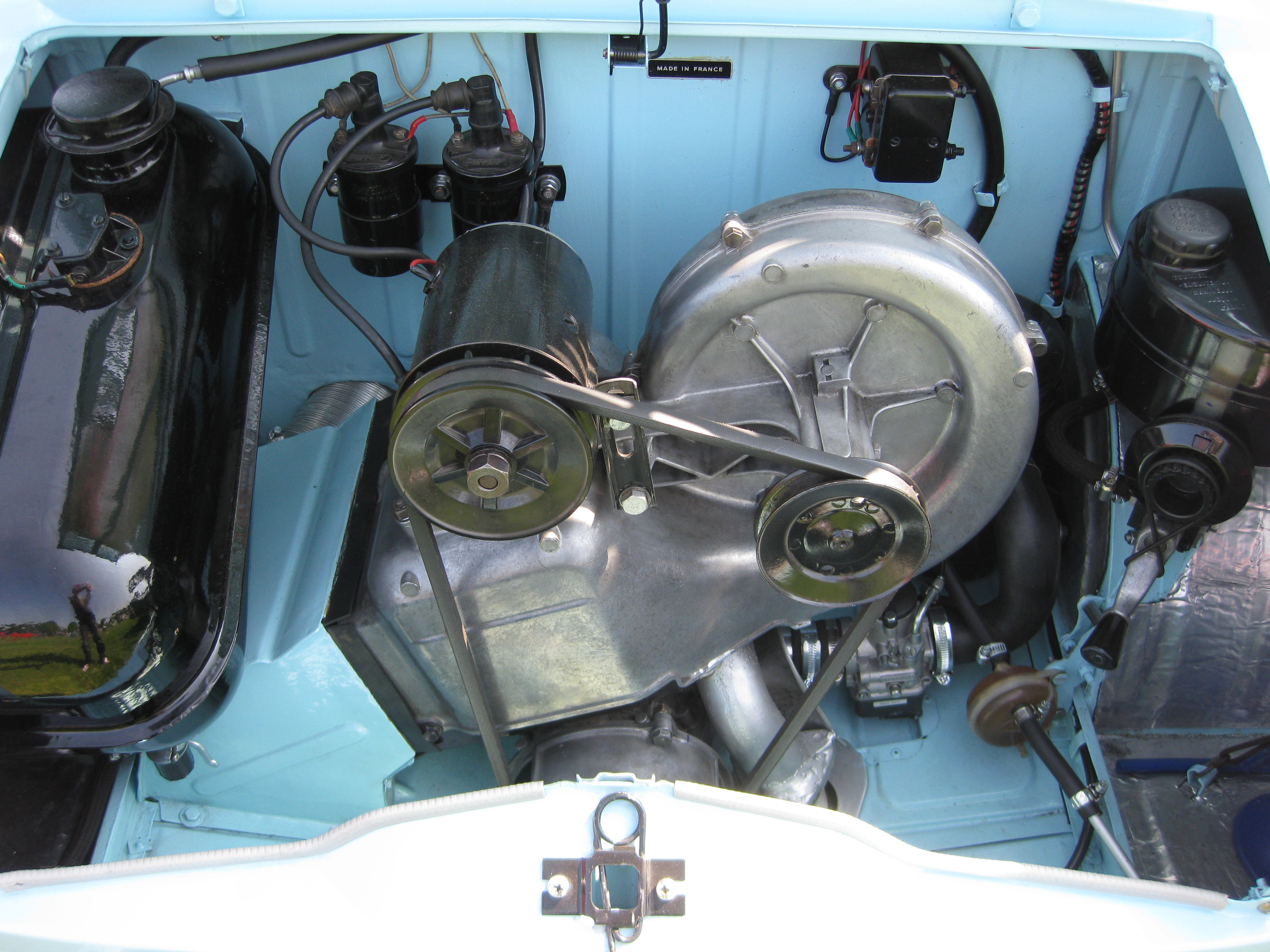
Vlevo nádrž benzínu, vpravo oleje, vstřik žádané dávky otáčením kliky

Velmi nízká cena dělala z vozu jeden z nejlevnějších na trhu. Se svými dvěma sedadly a za nimi policí pro zavazadla nebo dvě malé děti byl lepší než skútr, ale ne tak praktický jako malé vozy Citroën 2CV nebo Renault 4CV. Spotřeboval více než prostornější Citroën, dle daňových předpisů spadal do stejné kategorie 2CV. Díky nízké hmotnosti podával ve městě výkon blížící se Renaultu Dauphine. Zúčastnil se mnoha soutěží bez jakékoli mechanické závady a projevil tak ukázkovou spolehlivost.
Během několika měsíců dosáhl asi 20 000 rezervací. Montážní linky chrlily 30 vozů denně se značným plánovaným cílem 100 a brzy 200 denně. Nebylo ho nikdy ani zdaleka ale dosaženo. V nejlepším roce 1958 opouštělo továrnu pouze 50 vozů denně.
Od července 1958 měl poloautomatický mixér oleje a benzínu a výkon zvýšený na 14 k. Na Pařížském autosalonu 1960 přibyly dva modely – Luxe a Grand Tourisme (GT). První měl luxusnější interiér, dva stěrače čelního skla, přední ozdobné lišty a lepší povrchovou úpravu, druhý čtyřstupňovou převodovku. Navzdory dalším zdokonalením a stylistickým úpravám se však prodej neustále snižoval. Počáteční velký zájem ovlivnila spíše Suezská krize a dočasný nedostatek benzínu ve Francii. Výsledek za rok 1960 rozhodl o ukončení výroby v roce 1961. Roku 1962 koupila továrnu ve Fourchambaultu Simca.
| 1957  | 1958   | 1959  | 1960  | 1961  | Celkem |
| ----- | ------ | ----- | ----- | ----- | ------ |
| 1 103 | 12 130 | 8 917 | 7 177 | 1 849 | 30 976 |